# Буден (станція)
65°49′44″ пн. ш. 21°42′28″ сх. д. / 65.828888888889° пн. ш. 21.707777777778° сх. д.
Залізнична станція Буден (швед. Bodens central järnvägsstation, Boden C) — залізнична станція у Будені, Норрботтен, Швеція.
Обслуговує залізничні лінії Norra stambanan, Мальмбанан та Гапарандабанан, хоча залізниці Гапарандабанан та Мальмбанан ще однією колією прямують 4 км на північ від Будена до залізничної станції Буддбін.
Станція має 7 колій, а також одну берегову платформу поруч із будівлею вокзалу та 2 острівні платформи. Для пасажирських перевезень використовуються лише колії 2 і 3 (із загальною платформою). Колія 4 більше не використовується пасажирським транспортом. Ця колія раніше використовувалася пасажирськими потягами, які курсували Гапарандабананом, але не використовувалася, оскільки пасажирський рух на цій лінії було припинено.

Усі пасажирські потяги на маршруті Нарвік-Стокгольм зупиняються на пасажирській станції Буден.
Крім того, на північ від пасажирського вокзалу знаходиться товарна станція.
Об'їзд Будена, побудований для транспортування руди між Кіруною та Лулео, знаходиться із західної сторони станції.
Дерев'яну будівлю вокзалу Буден спроектував Адольф Вільгельм Едельсверд
. Вона була побудована в 1893 році. Прибудови в 1917 і 1925 роках були розроблені Фольке Цеттерваль у стилі модерн разом з архітектором Адольфом В. Едельсвердом. Будівлю визнано культурною спадщиною та пам'яткою будівництва.
Будівля досі використовується залізницею. Є кав'ярня, зал очікування та квиткова каса.